# تناژ وزن مرده

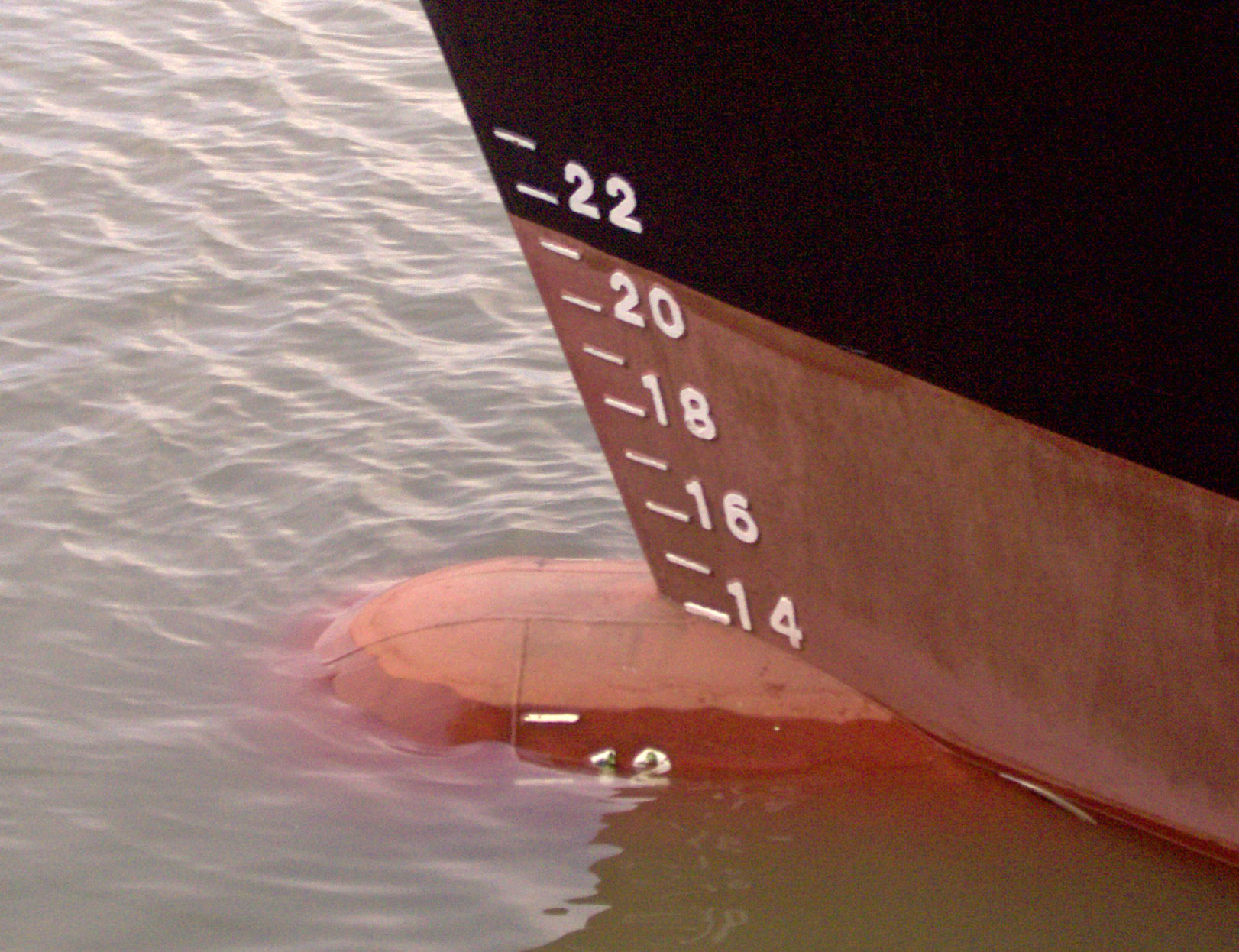
هر چقدر کشتی بار بیشتری بگیرد بیشتر در آب فرومی‌رود. حداکثر وزن مرده مقدار وزن باری است که کشتی می‌تواند حمل کند بدون اینکه به طور خطرناکی در آب فرو برود.

تناژ وزن مرده (به انگلیسی: Deadweight Tonnage یا DWT) به مقدار جرم قابل حمل توسط یک کشتی که حمل آن برای ایمنی کشتی خطرساز نباشد گفته می‌شود؛ وزن مرده شامل وزن خود کشتی نمی‌شود و مجموع وزن محموله، سوخت، آب شیرین، آب توازن، آذوقه، مسافران و خدمه است.
وزن مرده اغلب برای مشخص کردن حداکثر وزن مجاز کشتی استفاده می‌شود (یعنی زمانی که کشتی کاملاً بار زده شده به طوری که خط آبخور آن روی سطح آب قرار گرفته باشد)، هر چند ممکن است به معنی وزن مرده کنونی کشتی نه حداکثر آن نیز استفاده شود.